# اکولب
اکولب (انگلیسی: Ecolab) شرکت صنایع شیمیایی آمریکایی است، که در سال ۱۹۲۳ تأسیس شد.